# Fischverarbeitung

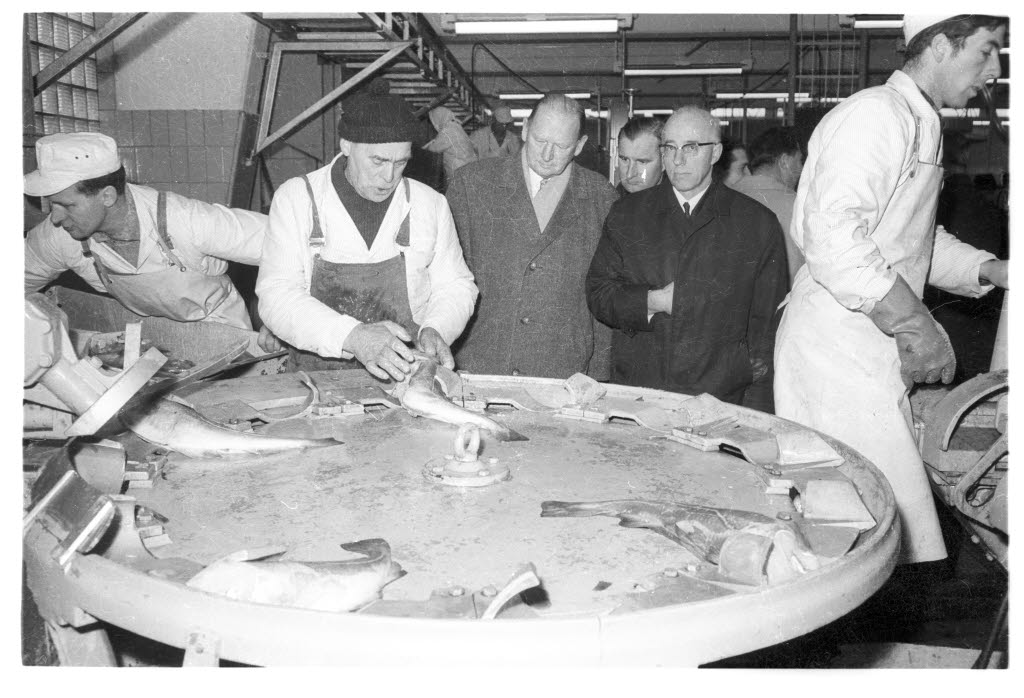
Dorsch-Filetiermaschine am Kieler Seefischmarkt (1966)

Fischverarbeitung umfasst die Herstellung von Lebensmitteln, Futtermitteln und technischen Produkten aus Fischen. Die Gewinnung und Verwertung von tierischen und pflanzlichen Rohstoffen aus den Gewässern der Erde ist Gegenstand der internationalen Fischindustrie. Die Herstellung von Lebensmitteln macht dabei einen Großteil des Prozesses aus, Futtermittel und technische Produkte (Fischdünger, Hausenblase) hingegen nur ein Drittel bis ein Viertel.
Die Fischverarbeitung durchläuft folgende Stufen:
1. Fischproduktion bzw. Fang (also Erzeugung und Bereitstellen).
2. Fischverarbeitung (Herstellung von Fischerzeugnissen):
  - Rohstoffaufbereitung (Fischbearbeitung wie Abtrennen der ungenießbaren Teile und Zerteilung in Komponenten oder in Stücke und Konservierung je nach Bestimmung)
  - Verarbeitung (Ausbildung des Enderzeugnisses nach charakteristischen Eigenschaften)
  - Endverpackung.

Nach der Entnahme der Fische aus dem Fanggerät werden zunächst ungenießbare und weniger wertvolle Anteile vom Fischkörper getrennt. Anschließend werden sie, nach verschiedenen Sortier- und Reinigungsvorgängen, je nach Bestimmung zerlegt. Das Ergebnis ist ein unterschiedlich konserviertes Produkt, das im Wesentlichen unverändert als Rohstoff zur weiteren Verarbeitung eingesetzt werden kann. Dieser Abschnitt der Fischverarbeitung wird als Rohstoffaufbereitung (Fischbearbeitung) bezeichnet und hat das Ziel ein aufgewertetes Zwischenprodukt in zweckbestimmter Aufbereitungsform (Bearbeitungsform) als Rohstoff für die Herstellung von Fischerzeugnissen bereitzustellen. Durch die Abtrennung von Flossen, Gräten, Eingeweiden und Köpfen entstehen große Menge von Abprodukten, je nach Fischart und Aufbereitung verringert sich die Rohstoffmasse auf 30 bis 70 Prozent. Abprodukte der Fischverarbeitung werden der Dünger- und Futtermittelproduktion zugeführt; außerdem werden auch gezielt Fische hierfür gefangen.
Als Herstellungs- und Konservierungsmethoden von Fischerzeugnissen nach den „Leitsätzen für Fische, Krebs- und Weichtiere und Erzeugnisse daraus“ des Deutschen Lebensmittelbuchs und des Österreichischen Lebensmittelbuchs kommen in Frage:
- Kühlen und Gefrieren von Fischerzeugnissen,
- enzymatische Verfahren (Salzfische, Marinaden und Anchosen),
- Kochfischwaren und Bratfischwaren,
- Fischerzeugnisse in Gelee,
- Räuchern,
- Fischdauerkonserven,
- pasteurisierte Fischerzeugnisse,
- Surimi und Imitate.[2][3]